# コーンケン・シュガー・インダストリー
コーンケン・シュガー・インダストリー（英語: Khonkaen Sugar Industry略称KSL）は、タイの精糖企業である。
サトウキビからの精糖のほか、その絞りかすを再利用したエタノール製造事業も手がける。
その他にも、有機肥料の製造や発電の事業も行っている。工場にコンケーン、チョンブリ県などの4箇所のほか、ミャンマーやカンボジアにもある。
本社はシー・アユタヤ通りのKSLタワー内にある。
SET 50 Indexの採用銘柄である。(2008年2月現在)